# سیارک ۲۶۹۵۴
سیارک ۲۶۹۵۴ (به انگلیسی: 26954 Skadiang، نامگذاری: 1997MG) بیست و شش هزار و نهصد و پنجاه و چهارمین سیارک کشف شده‌است که در ۲۵ ژوئن ۱۹۹۷ کشف شد.